# ティモ・ホルン
ティモ・ホルン（Timo Horn、1993年5月12日 - ）は、ドイツ・ノルトライン＝ヴェストファーレン州ケルン出身のサッカー選手。VfLボーフム所属。ポジションはGK。

## 経歴
2002年から1.FCケルンのユースチームに所属し、2010年にリザーブチームに昇格した。
2012年にトップチーム昇格し、アイントラハト・ブラウンシュヴァイク戦でデビューした。2017年4月8日に契約を2022年6月まで5年間延長をした。
2023年4月27日、21年間在籍したケルンを退団することが発表された。
2024年1月6日、レッドブル・ザルツブルクに加入した。

## 代表歴
ドイツ代表として各年代でプレーし、2016年、リオデジャネイロオリンピックに出場した。

## タイトル
1.FCケルン
- 2. ブンデスリーガ : 2013-14, 2018-19